# ドミトリ・チェチューリン
ドミトリ・チェチューリン（露: Дмитрий Николаевич Чечулин, 1901年-1981年）は、ロシアの建築家。
スターリンネオクラシシズムと、社会主義リアリズムの代表的建築家。ヴフテマス卒業生で、アレクセイ・シューセフに師事。卒業後の1945年から1949年まで、モスクワ主任建築家。1971年に、ソ連邦国民建築家の称号を授与される。

## 代表作
- ロシア連邦政府ビル
- コムソモーリスカヤ駅（放射状線）
- コテーリニチェスカヤ河岸通りの構想アパート（アレクセイ・ロフトフスキーと共作）
- チャイコフスキー・コンサートホール（オルローフとの共作）
- ホテルロシア
- 地下鉄ディナモ駅地上ホール
- 全ソ連経済達成博覧会でのモスクワ州パヴィリオン など、多数。